# Thyene phragmitigrada
Thyene phragmitigrada es una especie de araña saltarina del género Thyene, familia Salticidae. Fue descrita científicamente por Metzner en 1999.
Habita en Grecia y España (islas Baleares).